# Pergkirchen
Die Ortschaft Pergkirchen ist ein Dorf im Unteren Mühlviertel und die größere der drei Katastralgemeinden der Stadtgemeinde Perg im Bezirk Perg mit einer Fläche von 10,95 Quadratkilometern und etwa 1.304 bzw. 1445 Einwohnern (Volkszählung 2001 bzw. 2011).
Pergkirchen, von 1850 bis 1938 selbstständige politische Gemeinde, verdankt seinen Namen den Herren von Perg, deren Eigenkirche 1088 dem Hl. Martin geweiht wurde.
Auf dem Gebiet der 1142 durch Abtrennung von der Altpfarre Naarn entstandenen Pfarre Pergkirchen wurde 1784 unter Kaiser Joseph II. die Steuer- und Katastralgemeinde Pergkirchen errichtet, die ab der Revolution von 1848 selbstständige Gemeinde wurde. Bestrebungen nach dem Zweiten Weltkrieg, den mit 1. November 1938 erfolgten Zusammenschluss mit der Marktgemeinde Perg rückgängig zu machen, scheiterten an einer Volksabstimmung, bei der sich 85 % der Bevölkerung für den Verbleib bei Perg aussprachen.
Trotz der verwaltungstechnischen Angliederung an Perg ist Pergkirchen nach wie vor eine eigenständige Pfarre mit Kirche und Friedhof sowie pfarrlichen Gruppierungen. Auch die vorhandene dörfliche Struktur mit einer bereits seit dem 16. Jahrhundert bestehenden Volksschule, eigenem Kindergarten, eigener Freiwilliger Feuerwehr, eigenem Musikverein, eigenem Sportverein usw. ist aufrechtgeblieben und weiter ausgebaut worden.

## Geografie

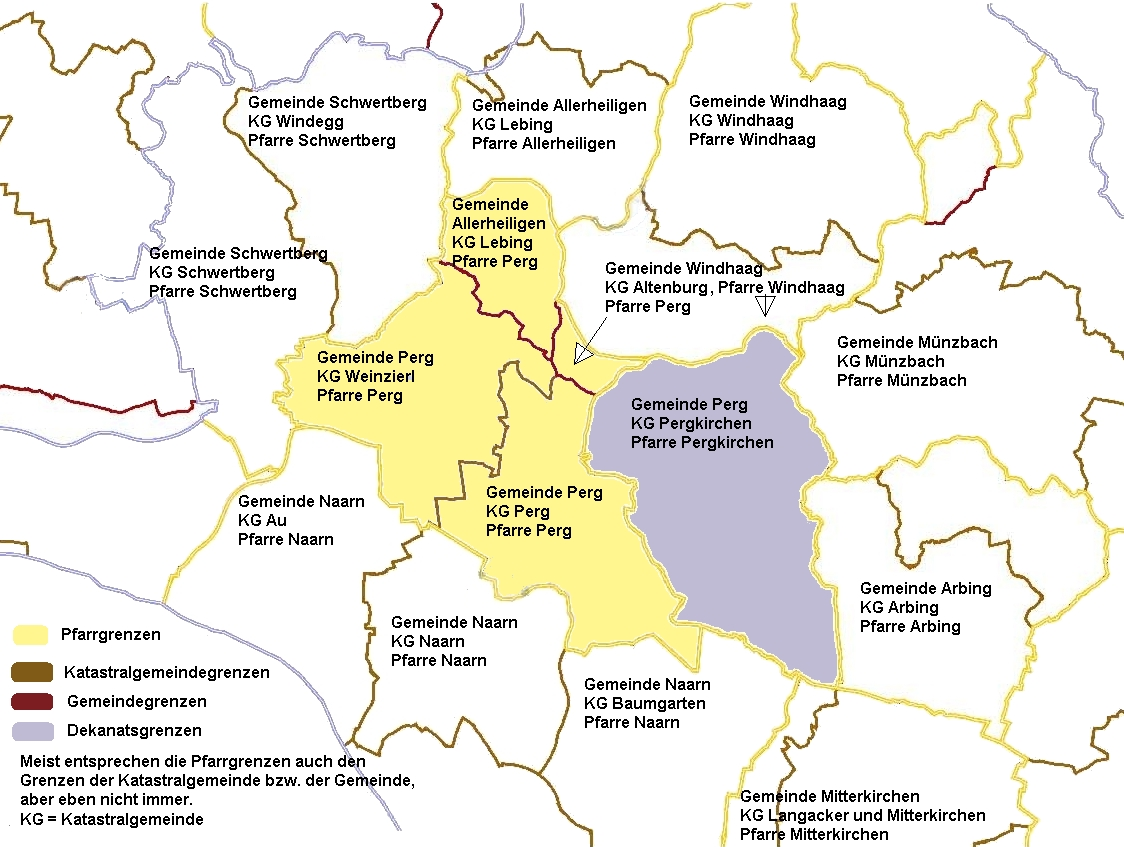
Benachbarte Katastralgemeinden

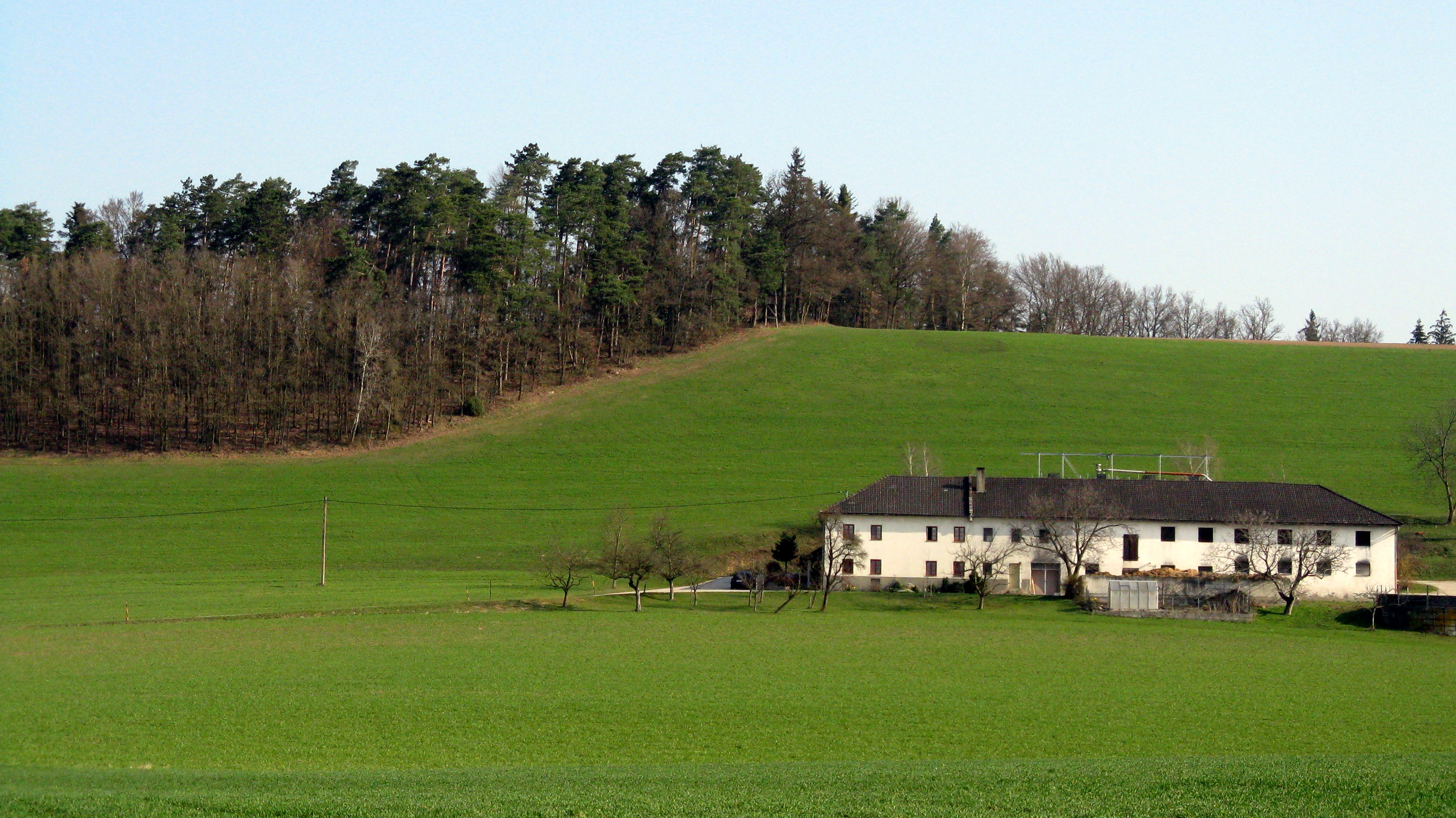
Höchste Erhebung rund 415 m ü. A. nördlich des Anwesens Preschmitzer (Preschnitzer)

Das Gebiet der Katastralgemeinde Pergkirchen umfasst die Ortschaften Auhof, Dörfl, Karlingberg, Lehenbrunn (Forndorf-Lehenbrunn, Karlingberg-Lehenbrunn), Mitterberg, den Hauptort Pergkirchen, Thurnhof und Tobra.
Sie wird von den Katastralgemeinden Perg, Altenburg in der Gemeinde Windhaag bei Perg, Münzbach, Arbing, Langacker in der Gemeinde Mitterkirchen und Baumgarten in der Gemeinde Naarn begrenzt.
Die Fläche der Katastralgemeinde liegt zu einem Drittel in der Ebene des Machlandes und zu zwei Dritteln in der Hügellandschaft und beträgt 10,95 Quadratkilometer (davon 65 % Äcker, 30 % Wiesen und 5 % Wälder; Stand um 1930). Das Gelände weist mit rund 240 bis rund 415 m ü. A. nur geringe Höhenunterschiede auf. Die Anhöhe nördlich des Anwesens Preschmitzer (Preschnitzer) an den Grenzen zu Windhaag und Münzbach ist die höchste Erhebung der Katastralgemeinde Pergkirchen und gleichzeitig des gesamten Perger Gemeindegebietes.
Das Gebiet fällt geologisch in drei von 41 Raumeinheiten des Bundeslandes Oberösterreich. Die Gebiete in der Ebene in den Ortschaften Thurnhof, Auhof und Tobra liegen in der Raumeinheit Machland. Den Südlichen Mühlviertler Randlagen gehören die Ortschaften Dörfl, Karlingberg, Lehenbrunn-Karlingberg und Pergkirchen sowie die Hügellagen der Ortschaften Auhof, Thurnhof und Tobra an. Nur ein sehr kleiner Teil von Pergkirchen in der Ortschaft Lehenbrunn-Forndorf in der Nähe der Grenzen zu Windhaag und Münzbach gehört zur Raumeinheit Aist-Naarn-Kuppenland.
Der Hochwasser-Überleitungskanal des Tobrabaches, der Auhof- und der Thurnhofbach entwässern in den kleinen Naarnkanal, der in die Naarn mündet. Der Tobrabach wird über Kanäle gemeinsam mit weiteren Zuflüssen Richtung Süd-Osten über Arbing, Baumgartenberg und Saxen über den Mettensdorfer Mühlbach und die Schwemmnaarn in die Donau geleitet.
Auf Pergkirchen bezogene Klimadaten werden nicht erhoben, die klimatischen Bedingungen entsprechen je nach Lage jenen des Machlandes bzw. der südlichen Mühlviertler Randlagen.

## Geschichte

Wappen Herren von Perg

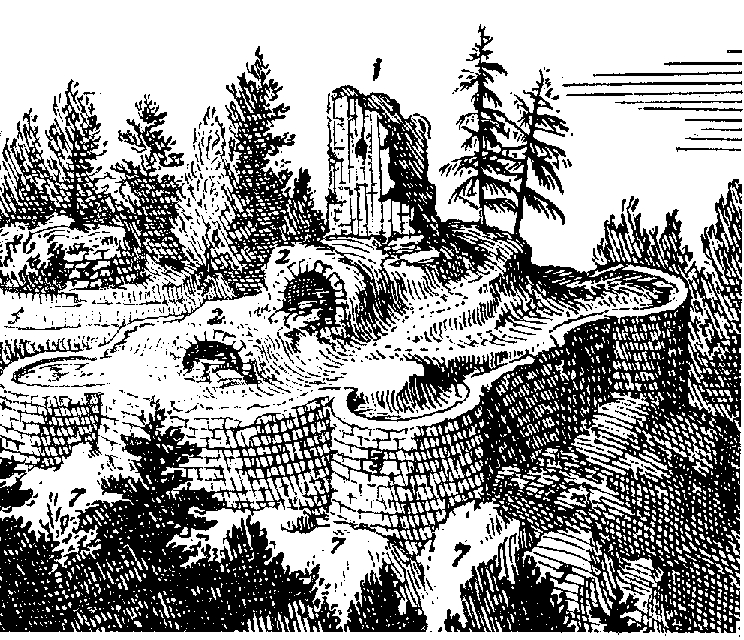
Burgruine Mitterberg auf einem Stich von Clemens Beuttler 1673

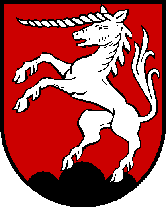
Stadtwappen von Perg

Funde von flachen und durchlochten Beilen aus Serpentin lassen die Anwesenheit von Menschen auf dem Gebiet der ehemaligen Gemeinde Pergkirchen (im Tobrabachtal und auf der Lößstufe am Rande des Machlandes) bereits in der Jungsteinzeit (rund 3500 Jahre vor Christus) vermuten.
Weitere Funde (einige Wohngruben und ein Töpferofen) stammen aus der Hallstattzeit (etwa 600 Jahre vor Christus) und wurden bei systematischen Grabungen 1965 und 1967 auf dem Hausberg des Klammbauernhofes in der Ortschaft Auhof gefunden. Eine umfangreiche Aufarbeitung der Funde erfolgte durch den Heimatverein Perg, der diese im Heimathaus-Stadtmuseum Perg ausstellt.
Die Kelten in den vorchristlichen und die Römer in den ersten nachchristlichen Jahrhunderten haben in Pergkirchen keine Siedlungsspuren hinterlassen, obwohl die Donau, die als Limes die Nordgrenze des Römischen Reiches bildete, das römische Kastell Adjuvense (Wallsee) und das römische Militärlager Lauriacum (Enns/Lorch) in Sichtweite lagen.
Erst während der Völkerwanderung kamen im 6. Jahrhundert Slawen in das Untere Mühlviertel. Einige Bach-, Flur- und Hausnamen (zum Beispiel Tobra, Pregarten, Preschmitzer (Preschnitzer) und Tobatslehner) erinnern heute an dieses Volk.
Gleichzeitig mit den Wenden oder nicht viel später begannen die Baiern, das Land nördlich der Donau in ihren Besitz zu bringen. Von diesen stammt der Großteil der Haus- und Flurnamen in Pergkirchen, die meist von Personennamen abgeleitet wurden.
Vom Beginn der Besiedelung bis zur Kirchengründung im 11. Jahrhundert fehlen schriftliche Quellen. Die Ausgrabung eines Gräberfeldes mit 130 Gräbern samt Grabbeigaben und eines heidnischen Bestattungsplatzes auf dem Hausberg des Klammbauernhofes in der Ortschaft Auhof belegen die Anwesenheit der altslawischen Bauern neben der baierisch-fränkischen Bevölkerung.
Pergkirchen gehörte bis gegen Ende des 12. Jahrhunderts zum Einflussbereich der Herren von Perg und Machland. Diese wurden in der zweiten Hälfte des 11. Jahrhunderts in Pergkirchen sesshaft und errichteten eine Eigenkirche, die 1088 dem Hl. Martin geweiht und 1142 zur Pfarrkirche wurde.
Weitere Informationen zur Geschichte der Kirche und der Pfarre Pergkirchen finden sich im Hauptartikel Pfarrkirche Pergkirchen.
Nach dem Aussterben der Herren von Perg fiel deren Besitz in Pergkirchen, insbesondere die Burg Mitterberg, an die Babenberger. Ab 1225 wurde dort das Landgericht Machland eingerichtet und verblieb da, bis es 1491 an das Landgericht Greinburg überging. Ab 1661 bis 1850 gehörte Pergkirchen zum Landgericht Windhaag. Weitere Informationen dazu finden sich im Hauptartikel Burgruine Mitterberg.
Eine Verfügung Kaiser Josephs II. machte Pergkirchen 1784 zur Steuer- und Katastralgemeinde. 1823 gehörte Pergkirchen (Katastralgemeinde und Pfarre) zum Distrikts-Kommissariat Baumgartenberg und war Steuergemeinde. Nach der Revolution von 1848 wurde Pergkirchen selbstständige Gemeinde.
Am 1. November 1938 erfolgte die Zusammenlegung der Gemeinde Pergkirchen mit der Marktgemeinde Perg. Nach dem Zweiten Weltkrieg gab es Bestrebungen, die Eingemeindung rückgängig zu machen, jedoch entschieden sich 85 % der Bevölkerung im Rahmen einer Volksabstimmung für den Verbleib bei Perg.
Seit den 1960er-Jahren hat in verschiedenen Teilen der Katastralgemeinde eine rege Bautätigkeit eingesetzt und zu einem überdurchschnittlichen Bevölkerungswachstum geführt.

## Bevölkerung
Die Angaben über die zahlenmäßige Entwicklung von Pergkirchen sind lückenhaft. Nach Abschluss der Besiedelung im 11./12. Jahrhundert bis ins 18. Jahrhundert dürften in etwa 90 Häusern ständig knapp 400 Personen dort gelebt haben, wobei etwa durch die Pest im 17. Jahrhundert der Bevölkerungsstand vorübergehend auch geringer war. Von einigen Pergkirchner Ortschaften sind Häuser- und Einwohnerzahlen aus dem Jahr 1823 bekannt (Auhof und Thurnhof). Teilweise sind die Angaben in nebenstehender Tabelle hinsichtlich der Entwicklung der Einwohnerzahlen im 19. und 20. Jahrhundert ungenau, weil unklar ist, ob immer alle Ortschaften berücksichtigt wurden. Die Anzahl der Häuser und Einwohner von Thurnhof wird beispielsweise teilweise gesondert angegeben (Häuser/Einwohner 1869: 12/81, 2001: 58/204). Die Gemeinde zählte um das Jahr 1930 551 Einwohner in 90 Häusern.
Zum Zeitpunkt der Volkszählung 2001 bzw. 2011 wohnten in den Ortschaften der Katastralgemeinde Pergkirchen 1.304 bzw. 1.445 Personen. Davon entfielen auf Auhof 116 bzw. 126, Dörfl 79 bzw. 54, Karlingberg 177 bzw. 204, Lehenbrunn 151 bzw. 156, Mitterberg 146 bzw. 172, Pergkirchen 267 bzw. 303, Thurnhof 204 bzw. 216 und Tobra 164 bzw. 210.
Das Wachstum der Bevölkerung nach dem Zweiten Weltkrieg beruht in erster Linie auf der Erschließung von Baugründen verbunden mit der Errichtung von Ein- und Zweifamilienhäusern in Lehenbrunn (Poschachersiedlung, Karlingberg-Lehenbrunn, Forndorf-Lehenbrunn), in Dörfl und Pergkirchen sowie in Auhof und Thurnhof.

## Kultur und Sehenswürdigkeiten
- Schloss Auhof

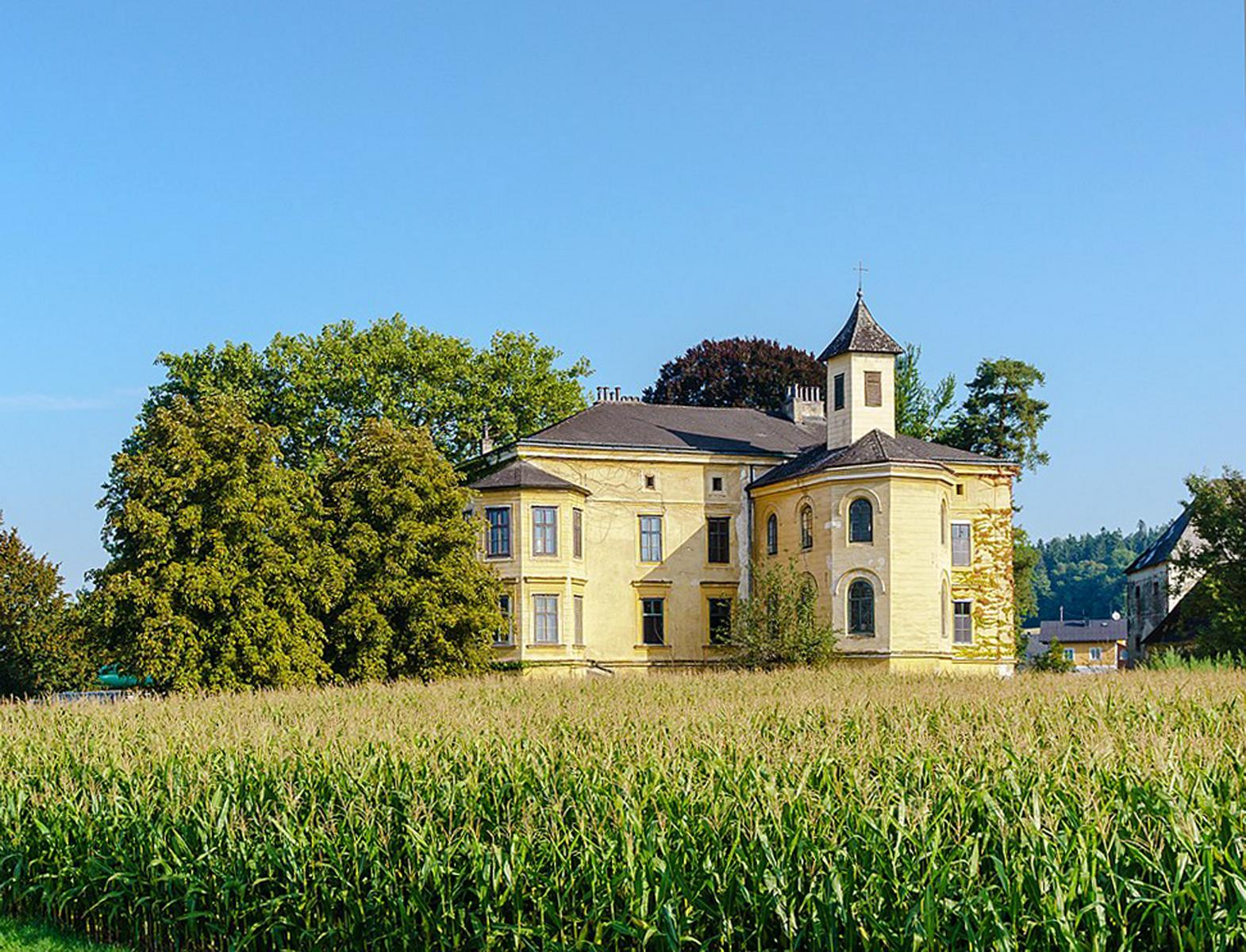
Schloss Auhof

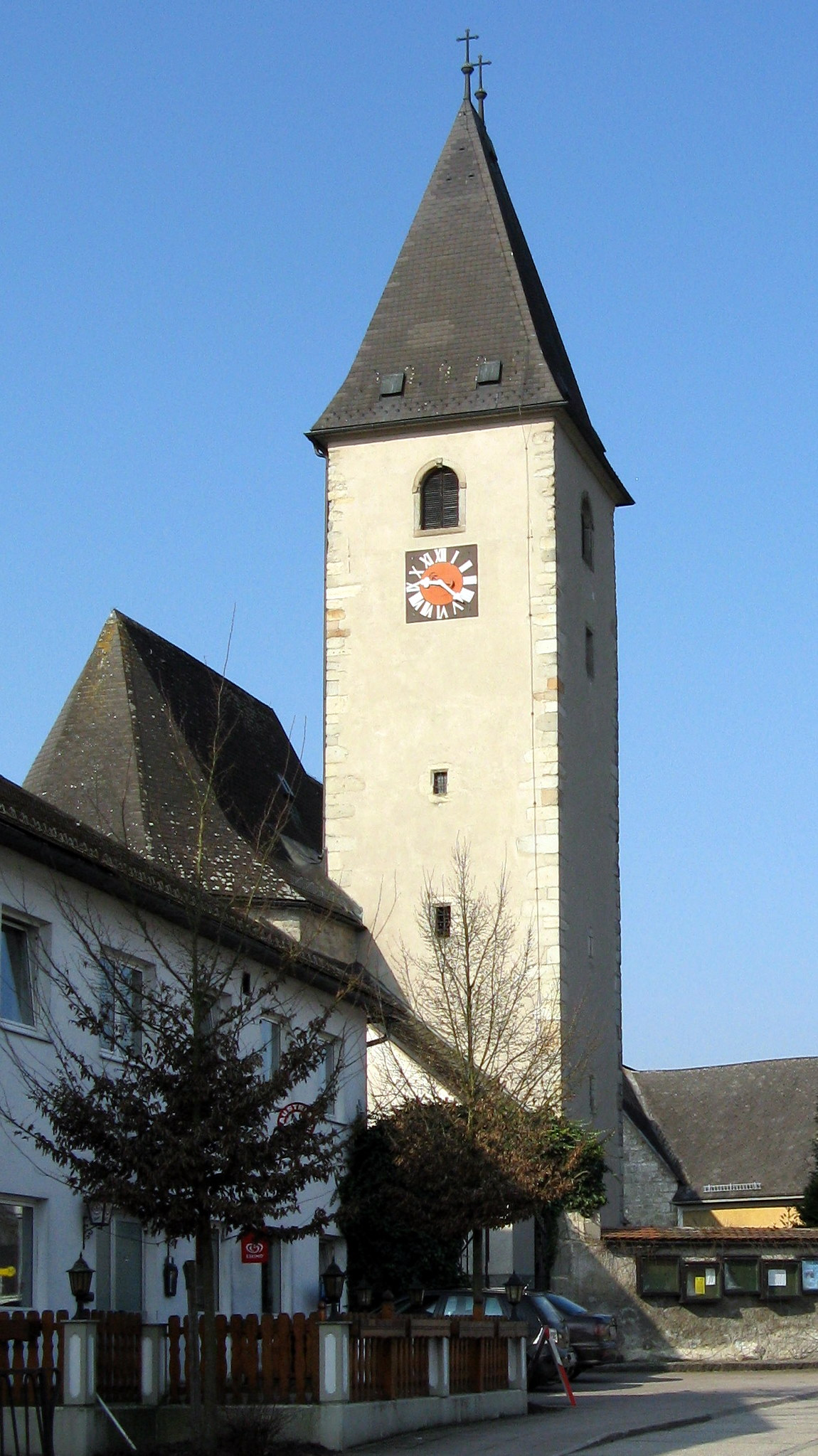
Pfarrkirche Pergkirchen

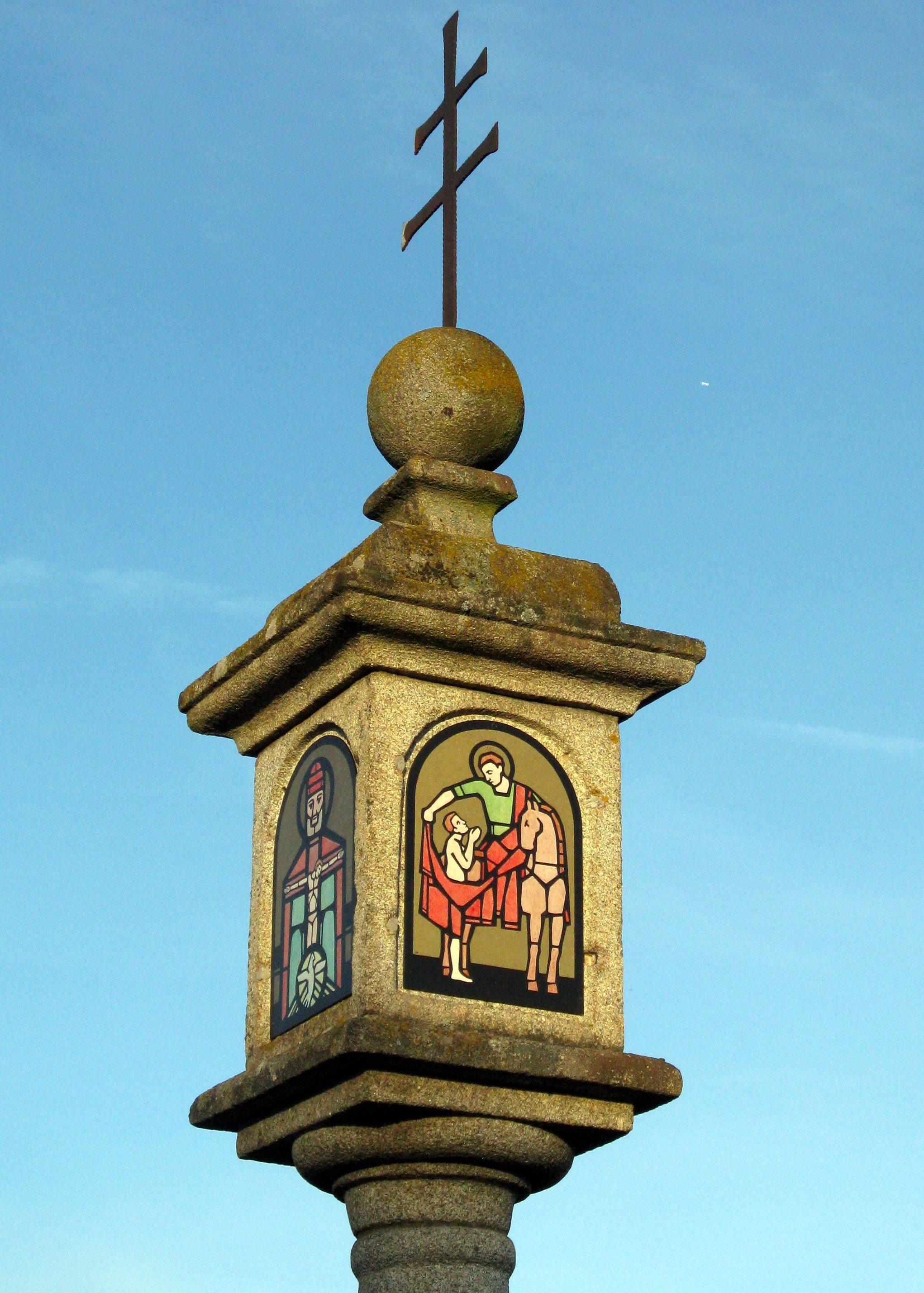
Renovierte Pestsäule aus dem Jahr 1684 in Dörfl bei Pergkirchen

- Katholische Pfarrkirche Pergkirchen hl. Martin
- Pfarrhof
- Pestsäule

## Wirtschaft und Infrastruktur

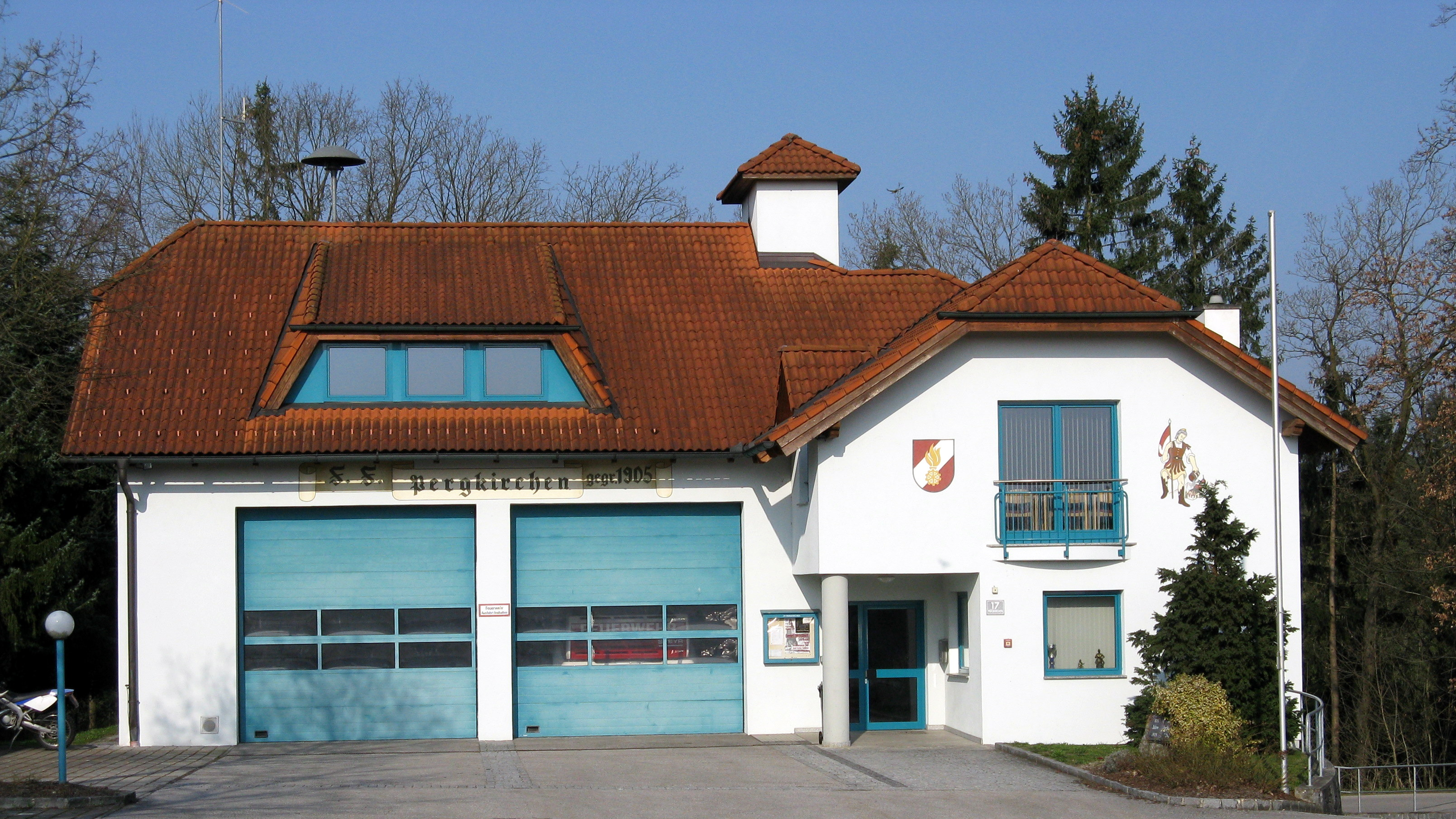
Feuerwehrhaus der Freiwilligen Feuerwehr

1900 wurde in Pergkirchen eine örtliche Raiffeisenkasse (Kreditgenossenschaft) gegründet, wobei der Schalterbetrieb jahrzehntelang nur sonntags durchgeführt wurde. Die Genossenschaft verlegte 1967 den Sitz in das Ortszentrum von Perg, wo rasch ein entsprechender Ausbau des Bankbetriebes erfolgte und eine Umfirmierung zunächst in Raiffeisenkasse und später in Raiffeisenbank Perg erfolgte. Sukzessive schlossen sich in den nachfolgenden Jahren fast alle Raiffeisenkassen des Bezirkes Perg der Raiffeisenbank Perg an.
Auf dem Gebiet von Pergkirchen haben sich abgesehen von Nahversorgungsbetrieben (Lebensmittelgeschäft, Raumausstattungsunternehmen), einem überregional bekannten Vertrieb für Sakral-Kunst- und -Gebrauchsgegenstände und einem Zeitschriftenverlag keine erwähnenswerten Wirtschaftsbetriebe etabliert, sodass ein Großteil der Wohnbevölkerung, sofern berufstätig, zu ihren Arbeitsstätten pendeln.
Erste Verordnungen und Verhaltensregeln zur Bekämpfung der Brandgefahr im Raum Pergkirchen erließ die damalige Grundherrschaft Windhaag im Taidingbuch (Gerichtsbuch) bereits 1553. 1786 wurde dann unter Kaiser Joseph II. die Feuerordnung für das Land Österreich ob der Enns erlassen. Im Jahr 1905 erfolgte die Gründung der Freiwilligen Feuerwehr Pergkirchen, deren Zeughaus sich am Rande des Dorfplatzes befindet.
Im Übrigen ist Pergkirchen in die städtische Infrastruktur von Perg eingebunden.
Durch das Gebiet der Katastralgemeinde führt die Donauuferbahn. Die Haltestelle in der Ortschaft Auhof wurde anlässlich der Errichtung der Haltestelle Perg Schulzentrum aufgelassen.
Überregionale Straßenverbindungen sind im Süden die Donaustraße B3 in den Ortschaften Auhof und Tobra sowie die Münzbacher Landesstraße, die zunächst nahe dem westlichen Rand (als Münzbacher Zubringer) und dann am nördlichen Rand der Katastralgemeinde verläuft. Das vom Münzbacher Zubringer bis zur Einbindung Perg Ost zur B3 führende ehemalige Teilstück der alten B3 wurde von der Stadtgemeinde Perg als Gemeindestraße übernommen.
Pergkirchen ist in den innerstädtischen Ringbusverkehr der Stadt Perg eingebunden, wobei täglich mehrere Busverbindungen zwischen Perg Zentrum und Pergkirchen bestehen.

## Bildung

### Volksschule

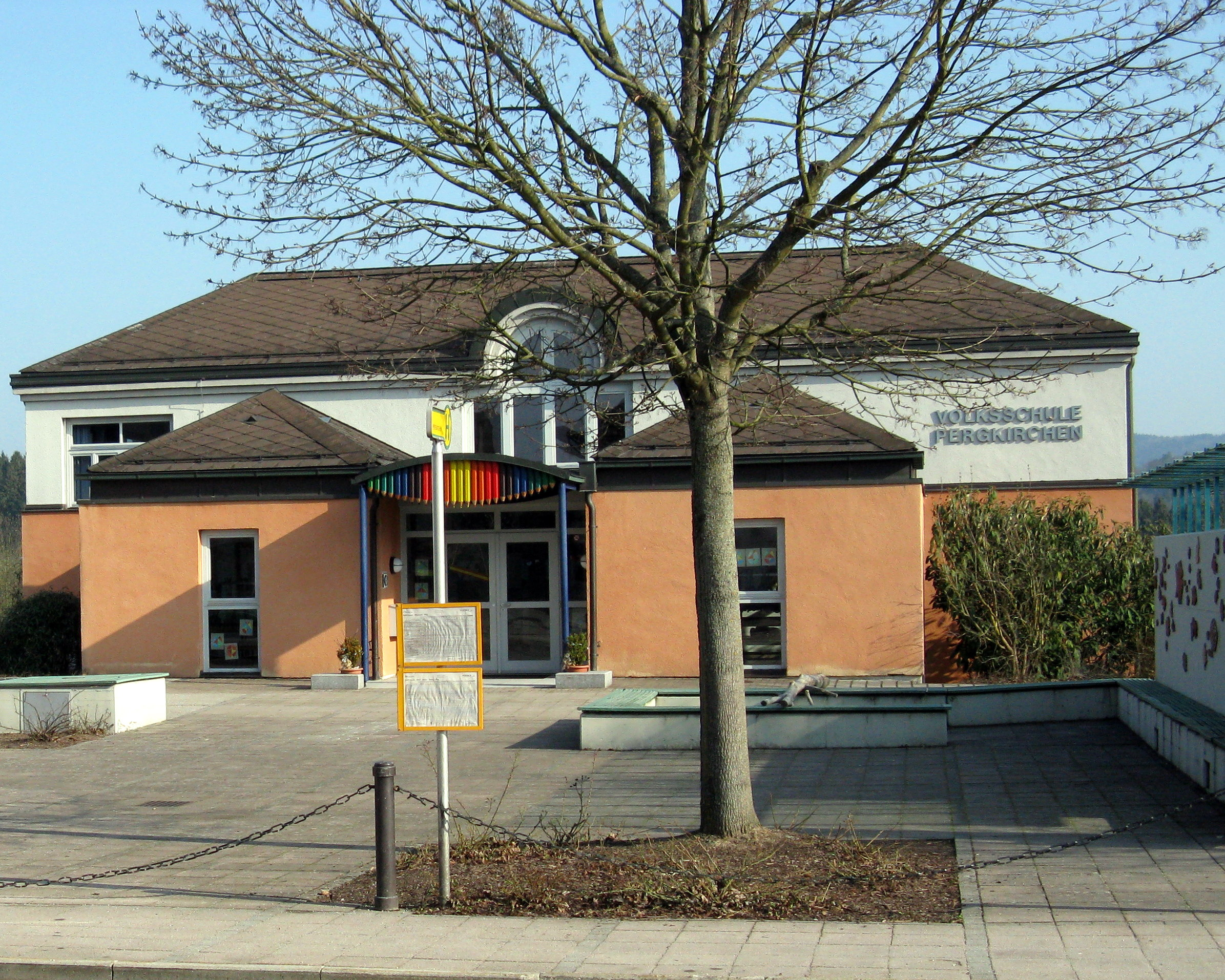
Volksschule Pergkirchen

Im Pergkirchner Pfarrurbar wurde 1553 eine Schule in Pergkirchen erstmals genannt. Nicht alle Namen der Schulmeister sind noch bekannt. Sie waren vom 17. Jahrhundert an bis 1870 zusätzlich Mesner und wahrscheinlich auch Organisten der Pfarrkirche Pergkirchen.
Gemäß josefinischem Lagebuch gehörten 1786 zur Schule Pergkirchen Grundstücke im Ausmaß von 32/64 Joch und sechs Klafter als Hausgarten und 4/64 Joch und acht Klafter als Anger. Von beiden Grundstücken konnte damals eine jährliche Fechsung von 16 Zentner Heu und vier Zentner Grummet eingebracht werden.
1859 wurde die Schule zu Pergkirchen unter Schulmeister Jakob Lanz neu gebaut und diese befand sich 1930 beziehungsweise bis zum Neubau 1994 noch im selben Gebäude. In der Amtszeit von Bürgermeister Peham wurde die Volksschule Pergkirchen neu gebaut.
2008 besuchten 65 Kinder in vier Klassen die Schule und wurden von 8 Lehrerinnen unterrichtet. Schulleiterin war von 2001 bis 2013 Ilse Kögler. Zuvor war Wolfgang Karigl 32 Jahre Direktor der Schule. Seit 2013 leitet Georgine Wagner die Schule.

### Musikverein
Als Gründungsjahr des Musikvereines Pergkirchen gilt das Jahr 1897, Kapellmeister war damals und bis zu seinem Tod 1932 Georg Kaindl vulgo Haseneder (* 1870; † 1932). Die Uniformierung und Neugründung in der Nachkriegszeit erfolgte 1950 (Vereinsregister 19. Jänner 1951). Obmann ist seit 2018 Stefan Lampl. Das nicht mehr benötigte Gebäude der Raiffeisenkasse diente ab 1969 als erstes Musikheim, 1996 wurde die alte Volksschule für Probenzwecke adaptiert.

### Öffentliche Kleinkinderbetreuung
Die öffentliche vorschulische Kinderbetreuung hat in Pergkirchen am 5. Oktober 1992 mit der Einrichtung einer Kindergartengruppe im angemieteten ehemaligen Pfarrhof von Pergkirchen begonnen, wobei der Kindergartenverein Perg, der in Perg zwei weitere Kindergärten und eine Krabbelstube verwaltet, als Erhalter fungierte. Zehn Jahre lang wurde eine Gruppe vormittags und eine nachmittags geführt. Ab 2002 wurden im alten Pfarrhof und in nahe gelegenen, angemieteten Räumlichkeiten eines Geschäftshauses je eine Ganztags-Kindergartengruppe geführt.
Seit 2004 verfügt Pergkirchen über ein eigenes, neu errichtetes Kindergartengebäude, das den Anforderungen eines zeitgemäßen Kindergartenbetriebes voll entspricht und bis zu drei Kindergartengruppen aufnehmen kann. Die Pergkirchner Kinder werden morgens von Sammelplätzen in den einzelnen Ortschaften mit Kindergartenbussen in den Kindergarten und mittags wieder zurück zu den Sammelplätzen gebracht. Die Öffnungszeiten der Einrichtung werden einvernehmlich mit den Eltern festgelegt.

## Sport
Die 1981 gegründete Diözesansportgemeinschaft Union Pergkirchen (Vereinsregister 12. Mai 1981) verfügt über einen Sportplatz und führt die Sektionen Fußball, Leichtathletik, Stocksport, Tennis, Tischtennis und Volleyball. Obmann ist Gerhard Dahedl.

## Politik

### Gemeinde, Bürgermeister

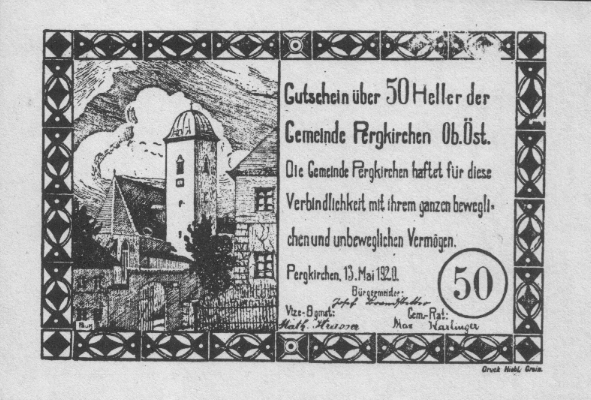
Motiv „Martinskirche in Pergkirchen“ auf einem Notgeldschein der Gemeinde Pergkirchen

1848 wurde Pergkirchen selbständige Gemeinde. Bis zur Verabschiedung des Gemeindegesetzes vom 5. Mai 1862 sowie der Gemeindeordnung und der Gemeindewahlordnung vom 28. April 1864 wurden die Mitglieder des Gemeindevorstandes und des Gemeindeausschusses von der Regierung ernannt beziehungsweise bestätigt, erst danach konnten sich die Gemeinden konstituieren.
In den 1920er-Jahren gab die Gemeinde Pergkirchen wie viele anderen in Oberösterreich Notgeld heraus.
Die Liste der Bürgermeister von Pergkirchen (1848 bis zur Eingemeindung nach Perg 1938) findet sich in der Liste Perger Persönlichkeiten.
Ungeachtet der Eingemeindung nach Perg besteht das in den Jahren der Selbstständigkeit in Pergkirchen etablierte eigenständige Vereinsleben weiter. Maßnahmen zur Dorferhaltung und -erneuerung tragen dazu bei, dass die dörflichen Strukturen aufrecht bleiben beziehungsweise weiter ausgebaut werden.